# Xã Geneva, Quận Freeborn, Minnesota
Xã Geneva (tiếng Anh: Geneva Township) là một xã thuộc quận Freeborn, tiểu bang Minnesota, Hoa Kỳ. Năm 2010, dân số của xã này là 421 người.